# استیو نیکول
استیو نیکول (انگلیسی: Steve Nicol؛ زادهٔ ۱۱ دسامبر ۱۹۶۱) یک بازیکن بازنشسته فوتبال اهل اسکاتلند است.

## باشگاهی
از باشگاه‌هایی که در آن بازی کرده‌است می‌توان به نیوانگلند رولوشن، لیورپول، نوتس کانتی، شفیلد ونزدی، دونکستر راورز، و وست برومویچ آلبیون اشاره کرد.

## افتخارات

### بازیکن

#### لیورپول
- لیگ دسته اول (۵): ۱۹۸۲–۸۳، ۱۹۸۳–۸۴، ۱۹۸۵–۸۶، ۱۹۸۷–۸۸، ۱۹۸۹–۹۰
- جام حذفی فوتبال انگلستان (۳): ۱۹۸۵–۸۶، ۱۹۸۸–۸۹، ۱۹۹۱–۹۲
- جام خیریه انگلستان (۴): ۱۹۸۶، ۱۹۸۹، ۱۹۸۹، ۱۹۹۰
- جام باشگاه‌های اروپا (۱): ۱۹۸۳–۸۴

### سرمربی

#### نیوانگلند رولوشن
- سوپر لیگا (۱): ۲۰۰۷–۰۸
- یو اس اوپن کاپ (۱): ۲۰۰۶–۰۷